# Katedra św. Jana w Izmirze
Katedra św. Jana w Izmirze – rzymskokatolicka katedra archidiecezji izmirskiej znajdująca się w Izmirze, w Turcji. Mieści się przy ulicy Sehit Nevres Bulvari, w dzielnicy Alsancak.
Została wybudowana w XIX wieku. Została uszkodzona podczas Wielkiego pożaru Smyrny w 1922 roku. Wkrótce została odbudowana.